# 撮
撮（さつ、cuō）は、中国及び日本の伝統的な体積の単位であり、現代中国では勺の1/10、日本では勺の1/100である。
市制ではちょうど1cm3(1mL)にあたり、「市撮」と呼ばれ、メートル法の1mLを「公撮」と称したのと同じ値である。
文字通りには「ひとつまみ」という意味である。歴史的に「撮」の量はさまざまであった。たとえば『漢書』律暦志とその注によると、「勺」はキビ1200粒を入れる容積で、「撮」はキビ256粒を入れる容積であった。また、『孫子算経』では「撮」は「勺」の1/100である。
日本では、『塵劫記』の値を用いているが、これも『孫子算経』に同じである。すなわち、1抄（1才）の10分の1（別名：弗（ふつ））となり、メートル法換算で約0.18039ミリリットルとなるが、日本の旧計量法施行法では「勺」未満の単位は定義されていない。これを更に10分の1にすると圭となる。